# سبیطله
سبیطله (به عربی: (به عربی: سبيطلة)) زیستگاهی اسنانی در تونس و مرکز معتمدیه سبیطله است که در استان قصرین واقع شده‌است.
جمعیت سبیطله ۲۰٬۲۵۳ تن طبق سرشماری‌ها سال ۲۰۰۴ است. این شهر مکانی باستانی شناخته شده‌است چنان‌که شاهد چند تمدن نظیر قوم بربر و رمیان شرقی بوده‌است همچنین این منطقه نقطه شروع کشورگشایی‌های اسلامی در شمال آفریقا بوده‌است. این منطقه در جنگ جهانی دوم شاهد کشمکش‌های بین ارتش آمریکا با آلمان نازی در نبرد قصرین بوده‌است. شهر دارای ذخایر نفط  و آب است.

## خصوصیات
سبیطله ۱٬۱۳۳٫۵ کیلومترمربع مساحت و ۲۰٬۲۵۳ نفر جمعیت دارد.

## نگارخانه

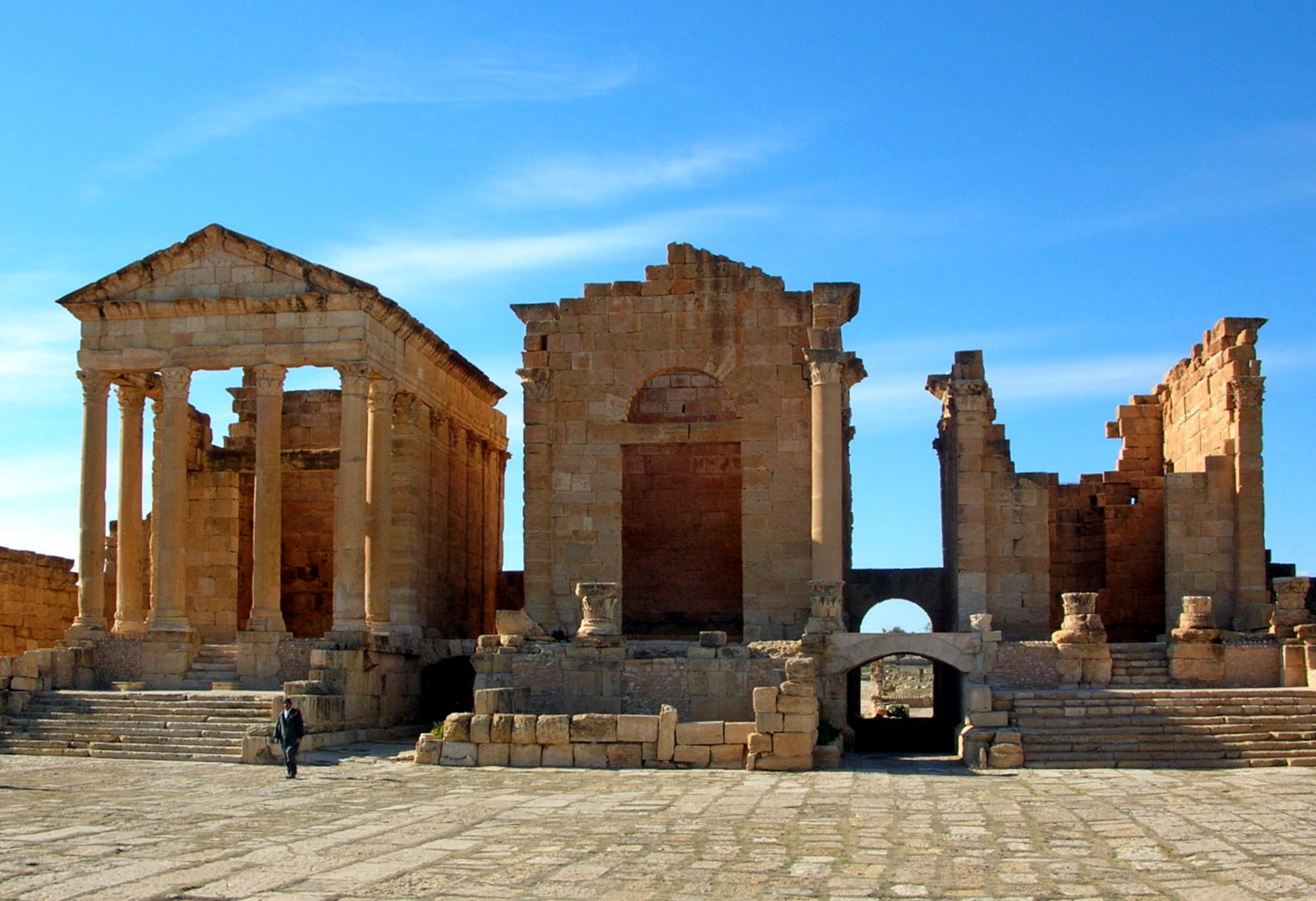
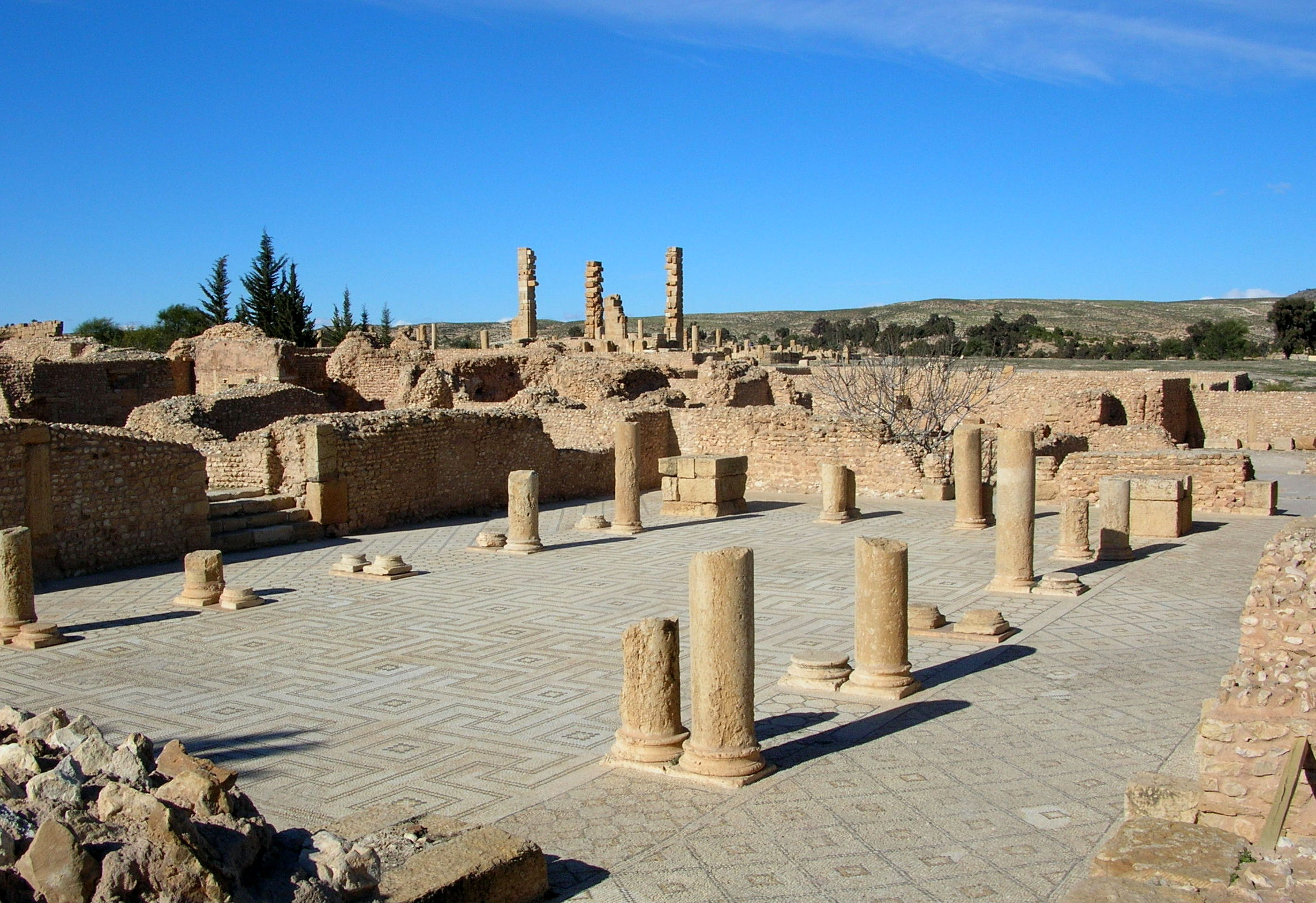
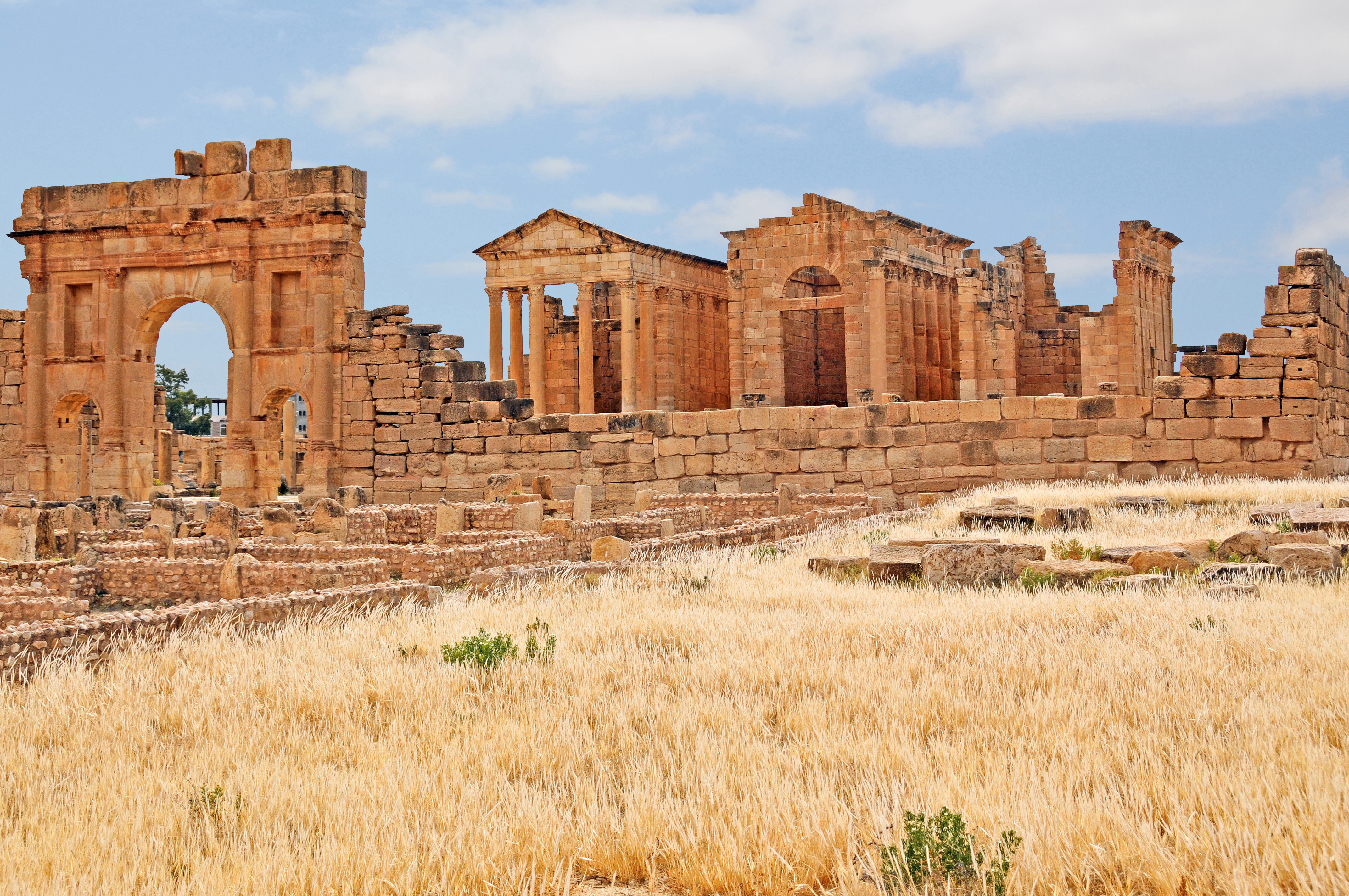

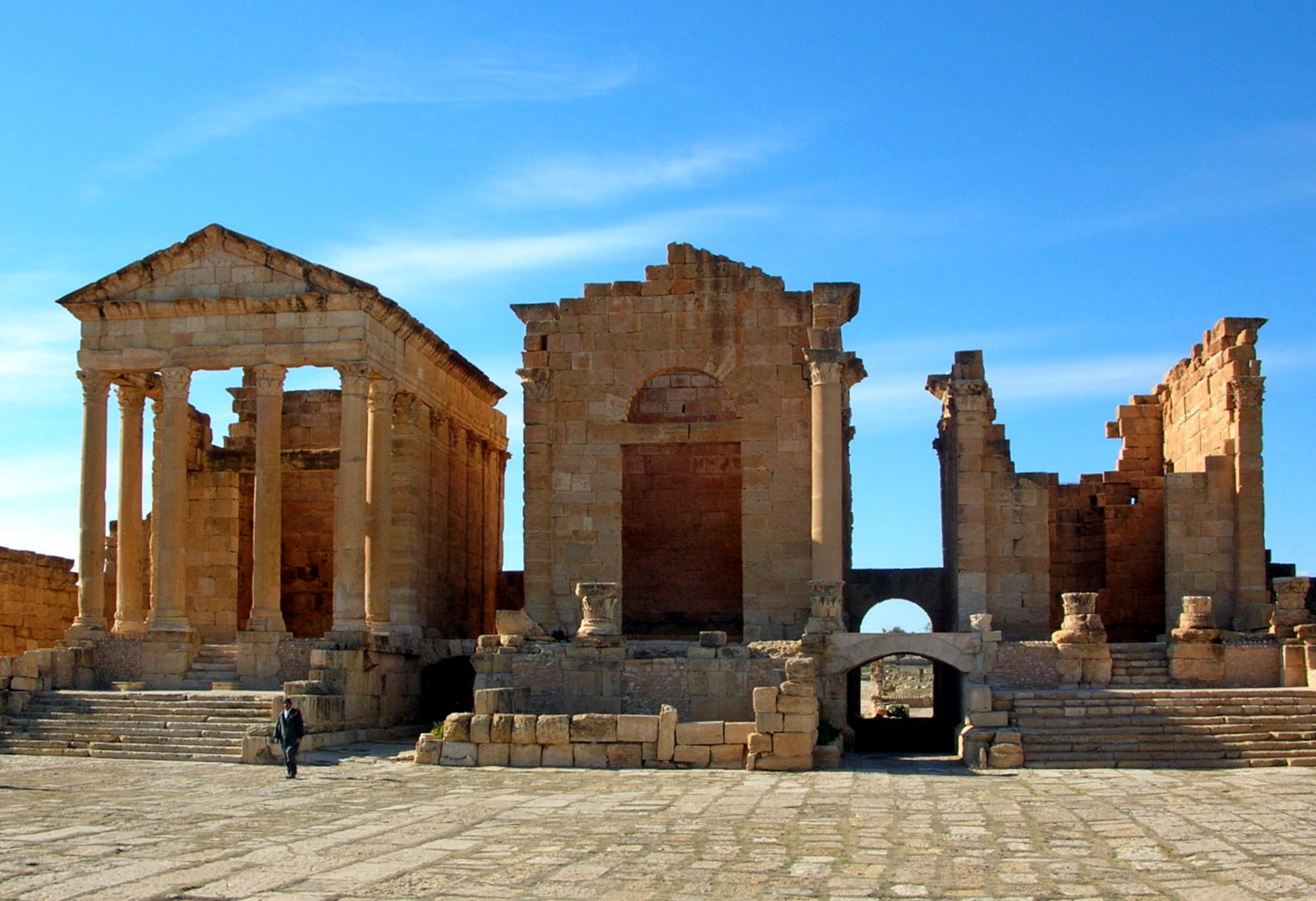
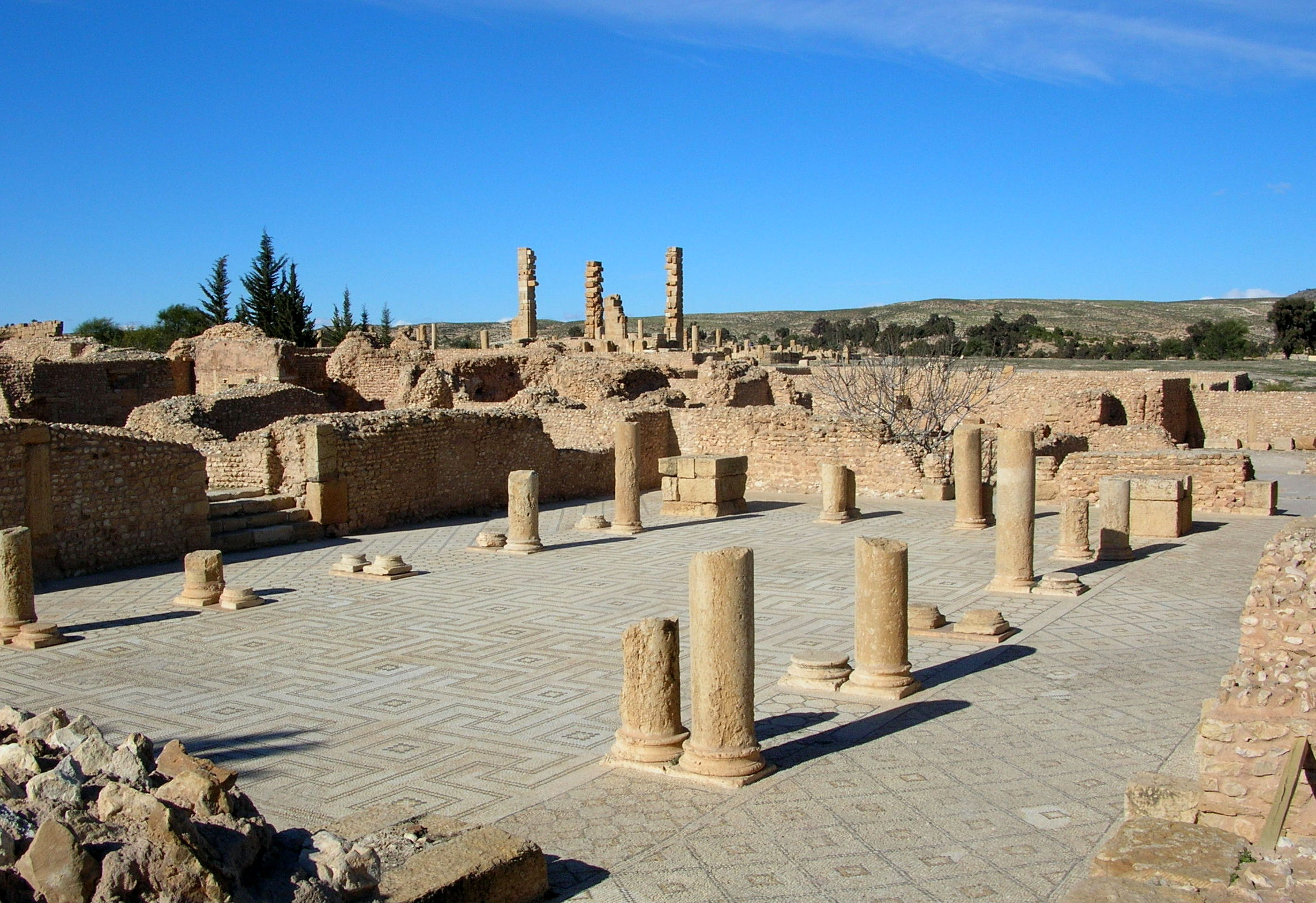
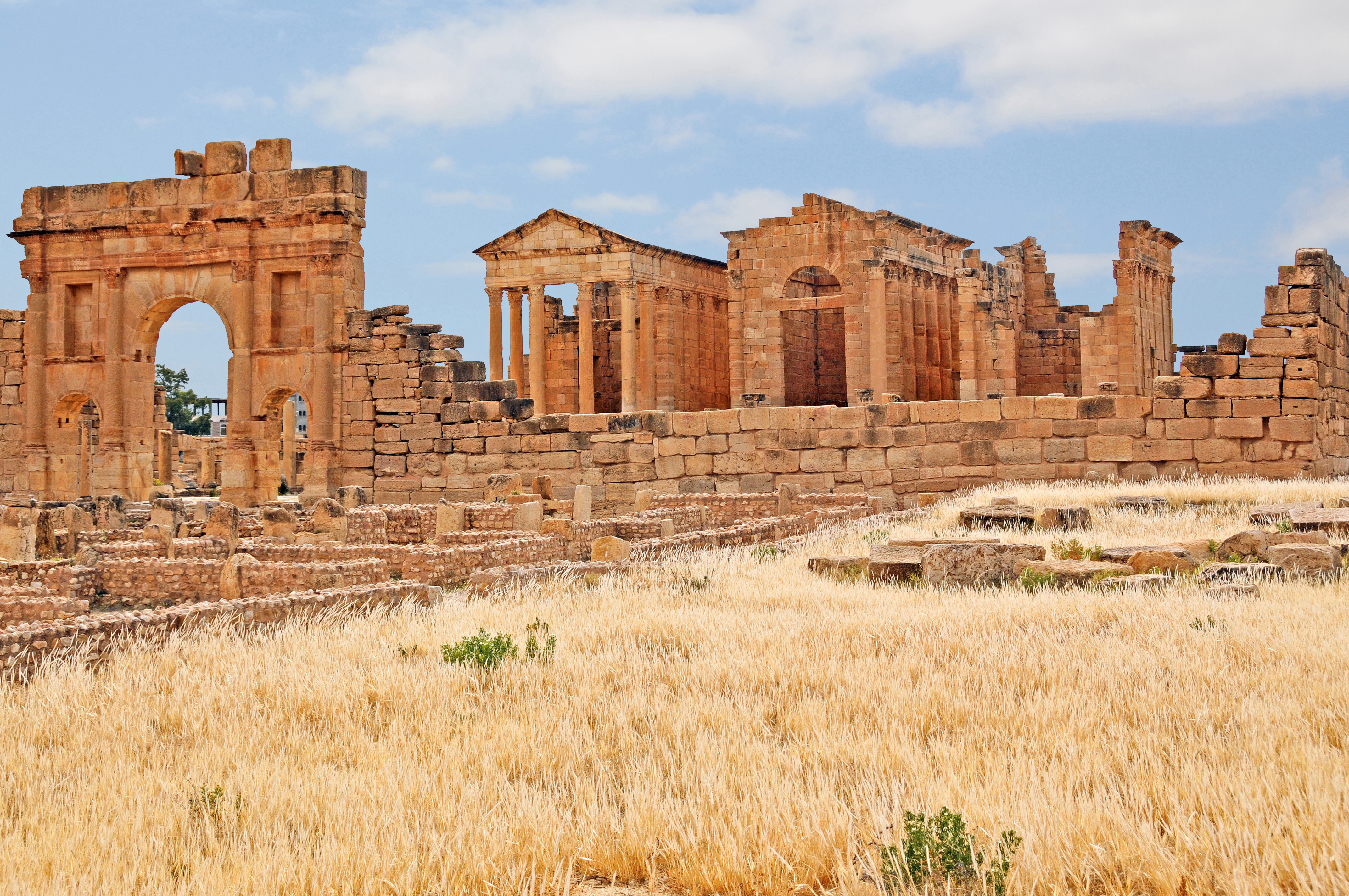